# Svend Asmussen

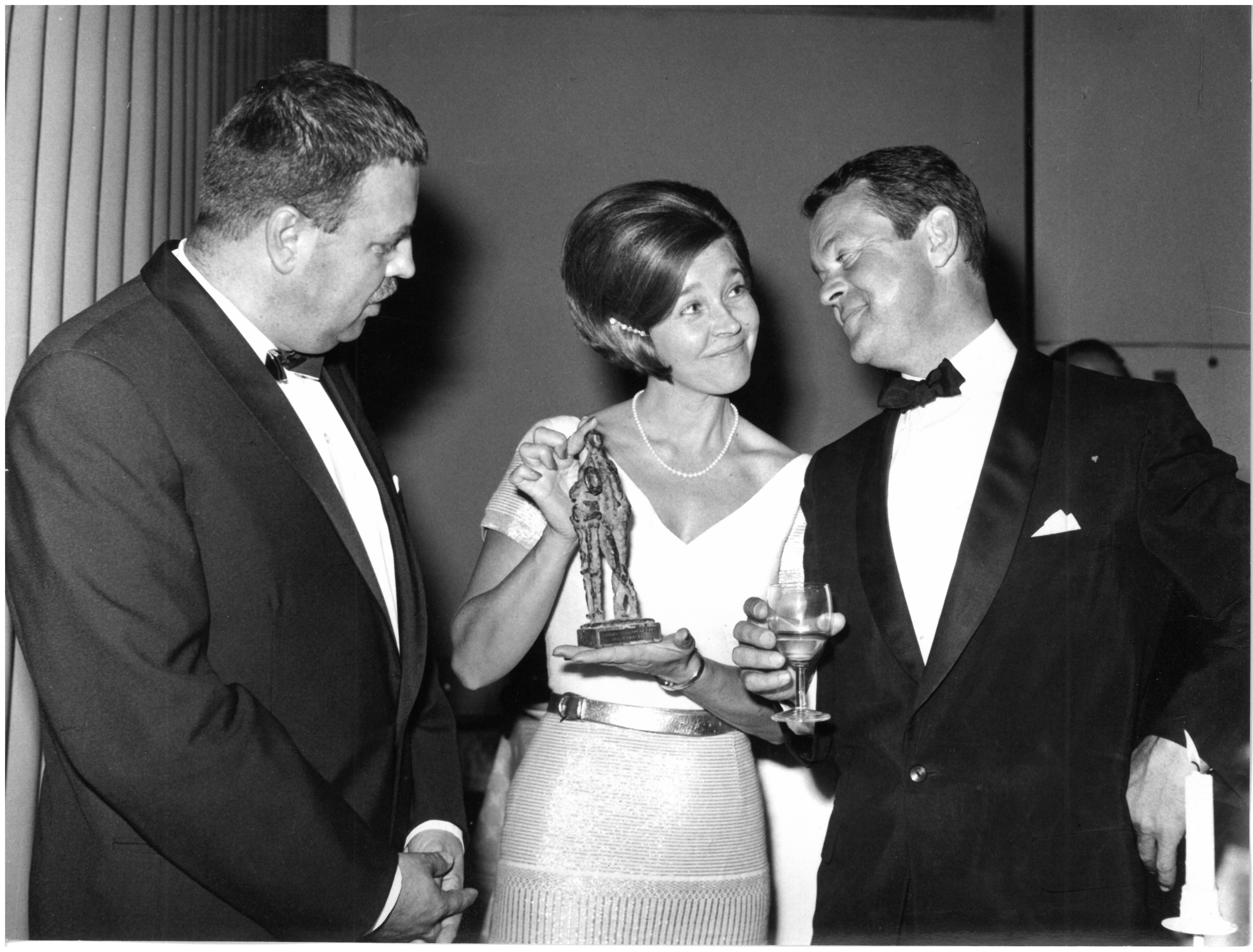
Svend Asmussen (rechts) mit Alice Babs (Mitte) und Produzent Sture Wahlberg (Grand Gala du Disqu, 1965)

Svend Asmussen (* 28. Februar 1916 in Kopenhagen; † 7. Februar 2017) war ein dänischer Jazzmusiker (Violine, auch Vibraphon, Gesang) und Schauspieler.

## Leben und Wirken
Svend Asmussen wuchs in einer musikalischen Familie auf und erhielt ab dem Alter von sieben Jahren Geigenunterricht. Im Alter von 16 Jahren hörte er auf Platte Joe Venuti mit Eddie Lang und setzte sich mit deren Stil auseinander, um ein Jahr später eine professionelle Karriere zu beginnen, zunächst in Dänemark, wo er zur Formation von Valdemar Eiberg gehörte; er spielte dann auch auf Kreuzfahrtschiffen, wobei er unter anderen mit Josephine Baker und Fats Waller zusammenarbeitete. Er trat außerdem in England, Frankreich und Deutschland auf, wo sich seine erste Schallplatte gut verkaufte. Er begleitete die Mills Brothers auf ihrer Europatournee; in Paris jammte er mit Django Reinhardt und Stéphane Grappelli. 1943 wurde er von den Nazis verhaftet und mehrere Monate ohne Begründung festgehalten.
Asmussen war später deutlich von Stuff Smith beeinflusst, mit dem er in Dänemark arbeitete. In den späten 1950er-Jahren gründete er das Trio Swe-Danes mit Sängerin Alice Babs und Gitarrist Ulrik Neumann. In Skandinavien wurde diese Gruppe sehr populär und tourte auch in den Vereinigten Staaten.
Asmussen arbeitete auch mit Benny Goodman, der ihn dauerhaft in seine Band holen wollte. Hazy Osterwald orientierte sich an seinen Auftritten. Im Weiteren spielte er mit Lionel Hampton, Toots Thielemans, Putte Wickman, John Lewis, Kenny Drew, Niels-Henning Ørsted Pedersen und zu sehr unterschiedlichen Gelegenheiten mit Duke Ellington; so wurde er 1963 von Ellington zu der Jazz Violin Session-Aufnahme mit Stéphane Grappelli und Ray Nance eingeladen wie auch zu einer Session mit Sathima Bea Benjamin. 1966 fand ein Violin Summit mit Asmussen, Grappelli, Stuff Smith und Jean-Luc Ponty statt, der als Livealbum dokumentiert ist. Asmussen arbeitete in Skandinavien lange auf der Revuebühne, spielte aber 1978 ebenso mit dem indischen Geiger L. Subramaniam zusammen (CD Garland).
Ab 1974 wirkte er bei Produktionen der dänischen Popgruppe Shu-bi-dua mit, bei der sein Sohn Claus Asmussen zunächst Tontechniker, später Bandmitglied war. Auf der ersten LP ist Svend Asmussen als Geiger zu hören, zu mehreren späteren LPs der Band hat er Streicher-Arrangements beigesteuert.
Zunächst dem Swingstil verhaftet, aber auch im Bebop-Idiom erfahren, war Asmussen ein sehr eigenständiger und musikalisch offener Violinist mit ungewöhnlichen Intervallsprüngen und eigenwilligem Pizzicato. Seit dem Tod von Stéphane Grappelli wurde Asmussen als „Doyen der europäischen Jazzgeiger“ (Jazz Podium) angesehen.

## Diskographische Hinweise
- Music Miracle 1935–1940 (Phonastic)
- Svend Asmussen Featuring Ulf Wakenius String Swing (1983, mit Peter Almqvist, Fritz von Bülow, Hugo Rasmussen, Bjarne Rostvold)
- At Slukafter (Phonastic, 1984) mit Stephane Grappelli und Ray Nance, Arne Domnerus, Rune Gustafsson, Bengt Hallberg
- Fiddling Around (Imogena, 1993) mit Jesper Lundgaard
- Still Fiddling (Storyville, 1999)
- A Life in Music (Universal Records, 2006, DVD)